# Mauricio Cataldo
Mauricio Eduardo Cataldo Mancilla (Santiago, Chile, 28 de febrero de 1979) es un exfutbolista chileno. Jugó como mediocampista en varios equipos de la Primera División de Chile. 
Es conocido principalmente por utilizar la llamada "rabona", Mediante esta técnica, le convierte un gol a Universidad de Chile jugando por la Universidad de Concepción, dejándola eliminada de los playoff del año 2003. Se retiró del fútbol profesional el año 2012 y desde 2013 juega como mediocampista del equipo amateur Club Deportivo Comercio de Castro.  
Ahora Cataldo tiene una escuela de fútbol.[cita requerida]

## Carrera
Realizó su debut en el fútbol profesional en 1998, en las filas del Audax Italiano. Su talento, su exquisita técnica y su capacidad de improvisación lo convirtieron pronto en uno de los jugadores chilenos con mayor proyección de futuro. En el último entrenamiento que tuvo en su primera temporada en Audax, el entrenador argentino Óscar Malbernat le reprochó el haberle pegado de puntete a la pelota. Cataldo, para demostrar choreza, volvió a pegarle de la misma forma. Cuando lo retaron de nuevo, se enfureció, tiró el peto al suelo y se fue. Tras el incidente fue enviado a préstamo a Provincial Osorno, en donde destacó teniendo buenas actuaciones, jugando de forma regular y logrando el ascenso a Primera División de Chile mediante la liguilla de promoción. A mediados del 2000 vuelve a Audax Italiano, después llegó su ídolo Claudio Borghi a dirigir al club, con quien practicó una y otra vez la rabona, sin embargo, sus problemas de disciplina seguían. El “Bichi” Borghi, que ya le había tomado cariño  tuvo que tomar la decisión de sacarlo del equipo por sus problemas de disciplina.
Por su talento, siguió brillando en clubes como Universidad de Concepción en 2003, equipo recordado por llegar a disputar la Copa Libertadores y tener un plantel que incluía a jugadores como Jorge Valdivia, Luis Pedro Figueroa y Jean Beausejour. En ese equipo hizo un gol de rabona a Universidad de Chile jugando por la Universidad de Concepción, dejándola eliminada de los playoff del Torneo Apertura 2003 (Chile).
Al año siguiente volvió a Audax Italiano por 6 meses. Luego llega a Cobreloa por pedido de Fernando Díaz quien pidió a Cataldo por su polifuncionalidad de mitad de cancha hacia adelante, pero sería despedido por no presentarse a un entrenamiento. En 2005 llega a Unión Española por 6 meses, pero sus problemas con el alcohol nuevamente le pasaron la cuenta. 
A mediados de año llegó a Unión San Felipe donde tuvo buenas actuaciones, club en el cual estuvo durante un año. Luego llega a Santiago Morning club en el que estuvo tan solo 6 meses.En 2007 llega a Lota Schwager equipo que intentó resucitarlo, en Primera en donde lo trataron  bien, pero otra vez tuvo indisciplinas. No cumplió y lo sacaron del plantel. 
En 2008 llega a Ñublense por pedido de Fernando Díaz, hizo sacrificios como bajar más de diez kilos para integrarse al plantel de Ñublense, en donde logra terminar en primer lugar la fase regular Torneo Apertura 2008 (Chile) y Jugar la Copa Sudamericana 2008. Por culpa del alcoholismo se ve obligado a abandonar el fútbol profesional.
En 2012 llega a Arturo Fernández Vial para jugar en Tercera División de Chile 2012 siendo este su último club como futbolista.

## Clubes
| Club                      | País  | Año       |
| ------------------------- | ----- | --------- |
| Audax Italiano            | Chile | 1998      |
| Provincial Osorno         | Chile | 1999-2000 |
| Audax Italiano            | Chile | 2000-2002 |
| Universidad de Concepción | Chile | 2003      |
| Audax Italiano            | Chile | 2004      |
| Cobreloa                  | Chile | 2004      |
| Unión Española            | Chile | 2005      |
| Unión San Felipe          | Chile | 2005-2006 |
| Santiago Morning          | Chile | 2006      |
| Lota Schwager             | Chile | 2007      |
| Ñublense                  | Chile | 2008      |
| Arturo Fernández Vial     | Chile | 2012      |

## Palmarés
| Título           | Club           | País  | Año    |
| ---------------- | -------------- | ----- | ------ |
| Primera División | Cobreloa       | Chile | 2004-C |
| Primera División | Unión Española | Chile | 2005-A |

- Datos: Q6006903